# Rio Cupijó
Rio Cupijó är ett vattendrag i Brasilien.   Det ligger i delstaten Pará, i den nordöstra delen av landet, 1 600 km norr om huvudstaden Brasília.
I omgivningarna runt Rio Cupijó växer i huvudsak städsegrön lövskog. Runt Rio Cupijó är det glesbefolkat, med 14 invånare per kvadratkilometer.